# Рустичи, Франческо
Франческо Рустичи, прозванный Иль Рустикино (итал. Francesco Rustici, Il Rustichino; 1592, Сиена, Тоскана — 1626, Сиена) — итальянский живописец эпохи барокко сиенской школы. Караваджист.

## Жизнь и творчество
Франческо Рустичи родился в Сиене в 1592 году в семье художников. Его отец Винченцо Рустичи, а также дядя Кристофоро Рустичи и брат матери Алессандро Казолани были известными живописцами, работавшими в Сиене.
Франческо учился у отца, который был сотрудником мастерской своего зятя Алессандро Казолани. Сам Казолини находился под влиянием работ Доменико Беккафуми. Первые произведения Франческо Рустичи, выполненные в мастерской Казолани, трудно отличить от работ отца. Его ранний талант заметил Джулио Манчини, местный учёный-медик, коллекционер и торговец произведениями искусства, который упомянул молодого художника в своей работе «Размышления о живописи» (Considerazioni sulla pittura), написанной между 1617 и 1621 годами.
В 1624—1625 годах Франческо жил и работал в Риме. Там он испытал влияние так называемых караваджистов, таких как голландец Геррит ван Хонтхорст, известный мастерством создания «ночных сцен», благодаря чему в Италии он получил прозвание «Герардо Ночной». Франческо работал по заказам церквей, а также великих герцогов Тосканы. В своих картинах он использовал эффекты светотени и «ночные сцены», что свидетельствует о значительном влиянии искусства Караваджо и его последователей.
Ближе к концу жизни он получил заказ от эрцгерцогини Марии Магдалены Австрийской, заказавшей ему картины «Смерть святой Марии Магдалины» и «Смерть Лукреции».

## Галерея

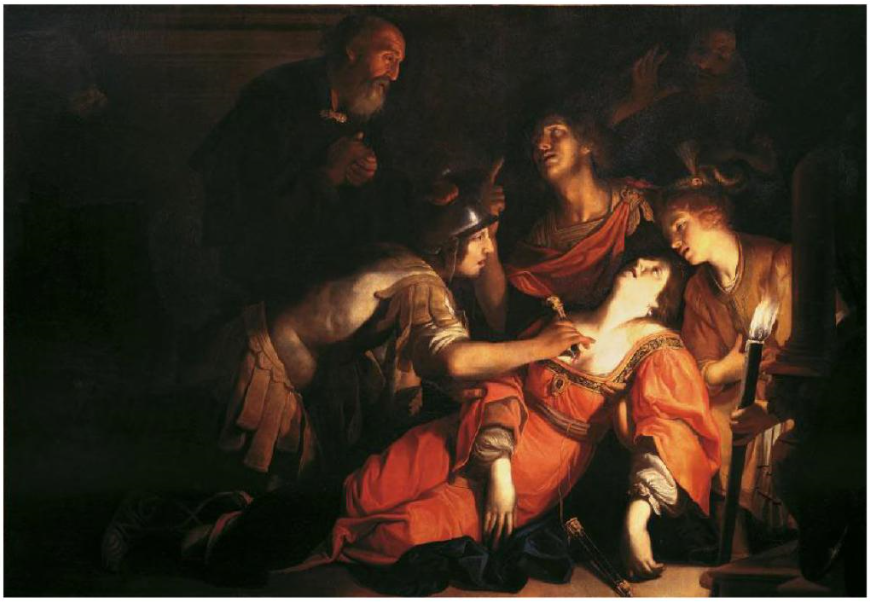
Смерть Лукреции. 1624-1625. Холст, масло. Уффици, Флоренция
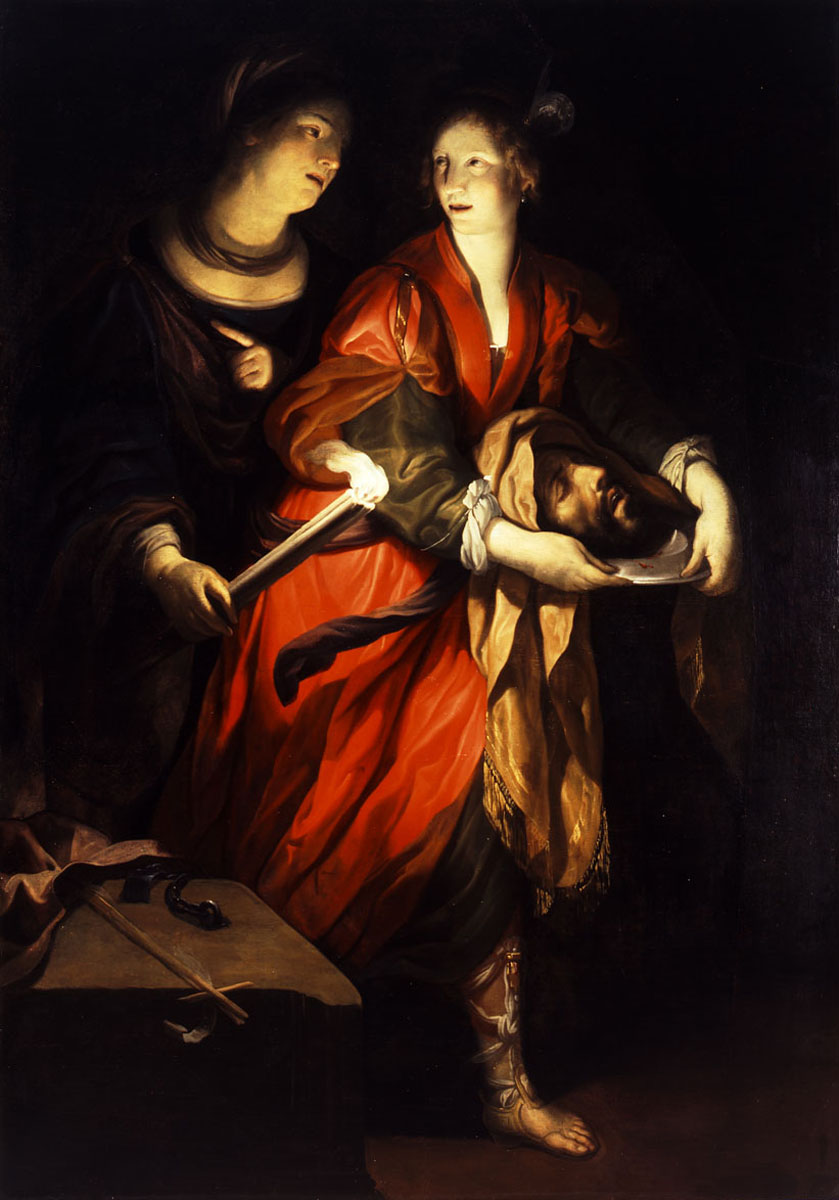
Саломея. Ок. 1625. Холст, масло. Музей изобразительных искусств, Будапешт
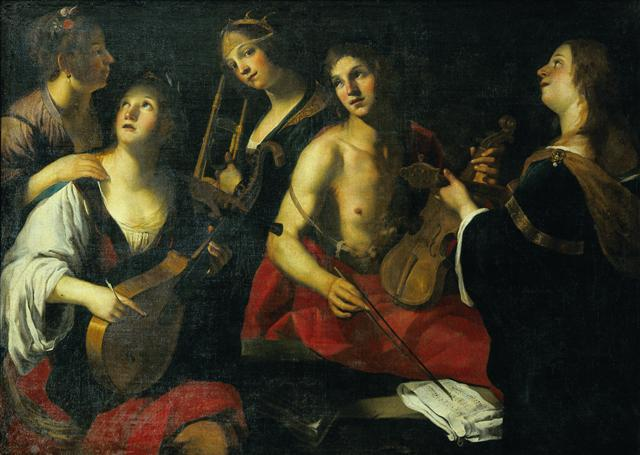
Концерт. Между 1610 и 1626. Холст, масло. Музей Чюрлёниса, Каунас
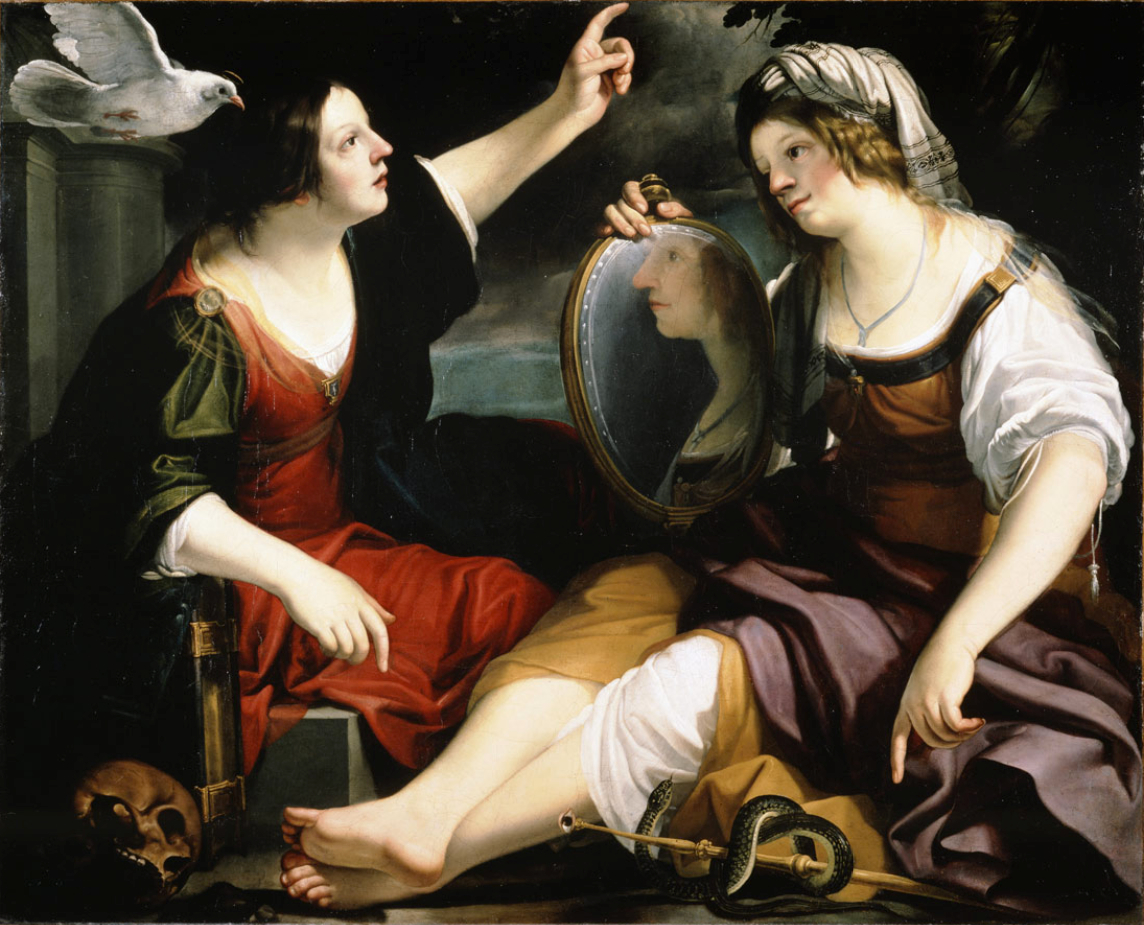
Мудрость и благоразумие. Между 1610 и 1625. Холст, масло. Музей Сан-Донато, Сиена
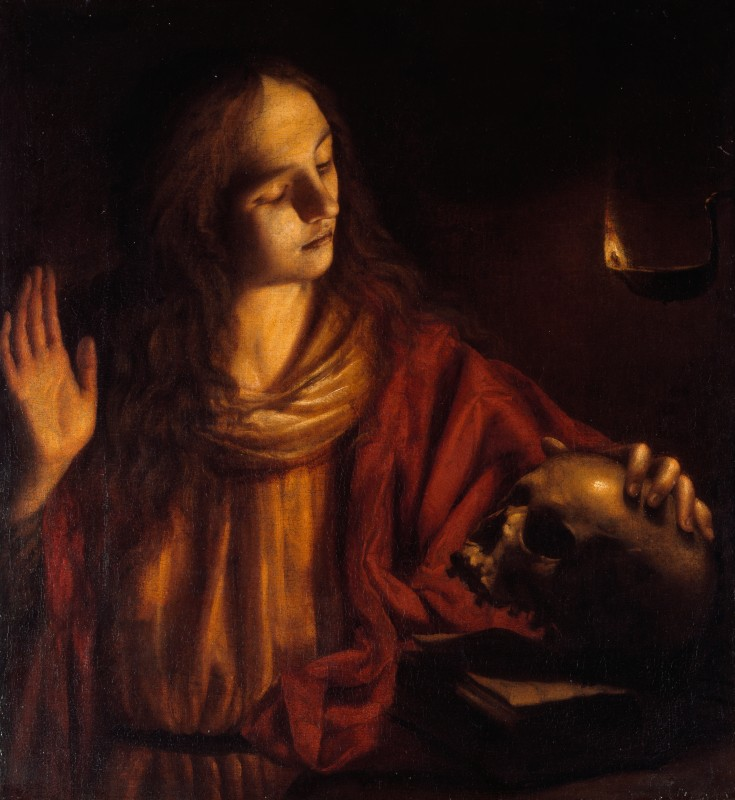
Святая Мария Магдалина. Фонд Карипло, Милан
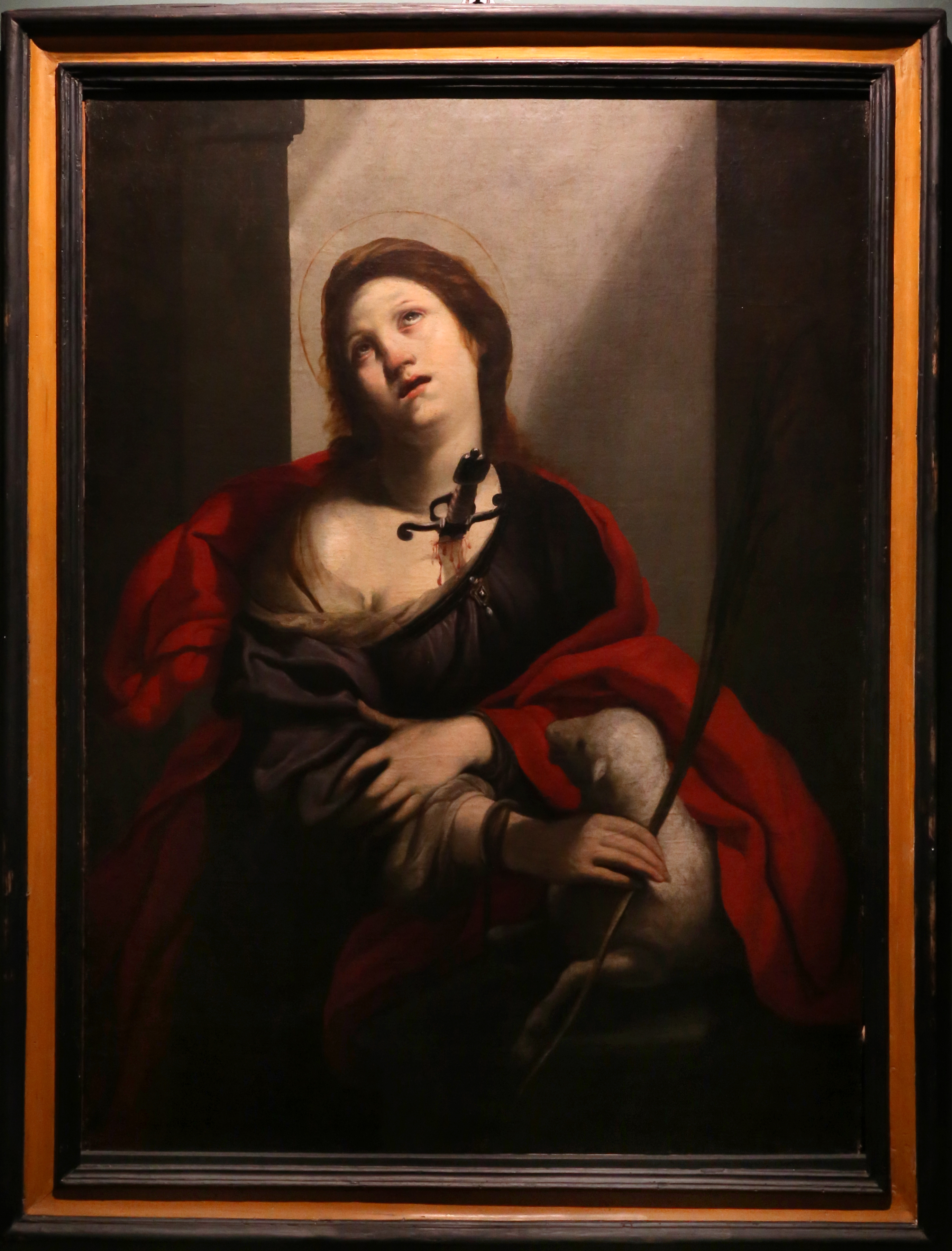
Святая Агнесса Римская. Рим, частное собрание
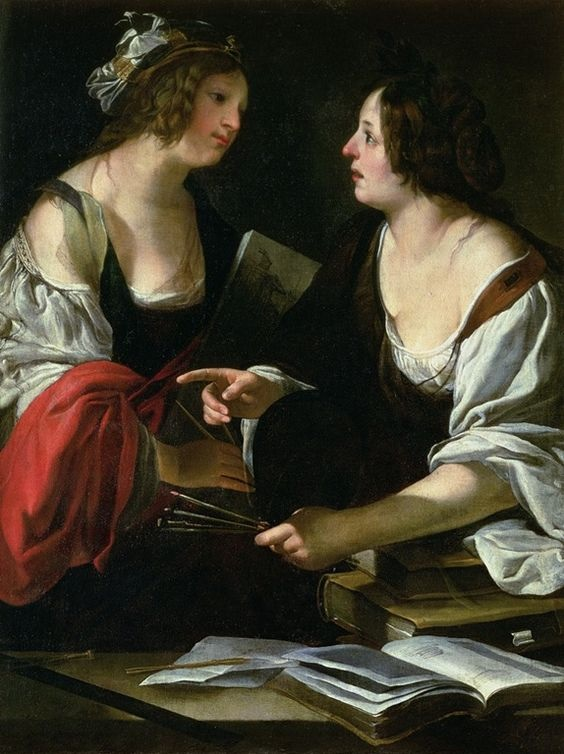
Живопись и архитектура. 1620. Холст, масло. Уффици, Флоренция